# Gianluigi Tosto
Gianluigi Tosto (San Severo, 28 luglio 1964) è un attore italiano.

## Biografia
È attivo nel campo teatrale dal 1977, anno di formazione della Compagnia teatrale giovanile “Il Carro di Tespi”, con la quale prende parte a diversi spettacoli su testi di autori italiani contemporanei e partecipa a seminari di studio e ricerca per circa tre anni e mezzo.
Nel 1979 inizia a frequentare i corsi del regista Orazio Costa all'interno del Centro di Avviamento all'Espressione di Firenze. In tale scuola insegnerà egli stesso a partire dal 1984 per circa sei anni. Dopo un'esperienza di studio a New York, dove frequenta le scuole di recitazione locali, rientrato in Italia, inizia lo studio della danza moderna, condotto fra Firenze e Parigi, con i maestri Jerome Andrews e Traut Streiff Faggioni, entrambi allievi e collaboratori di Mary Wigman, Kurt Joos e Martha Graham.
Fra i suoi maestri annovera anche Ludwig Flaszen, fondatore, assieme a Jerzy Grotowsky, del Teatro Laboratorio di Wroclaw in Polonia; Gabriella Bartolomei, attrice fiorentina la cui ricerca ha un forte orientamento sonoro e musicale, collaboratrice di musicisti quali Sylvano Bussotti e Luciano Berio; John Strasberg, dell'Actor's Studio di New York; l'attore polacco Jerzy Sthur; Anton Adasinskij, del Theatre Studio Derevo di San Pietroburgo; il danzatore Buto Mitsuro Sasaki; la danzatrice Julie Stanzak della Compagnia di Pina Bausch; Kaya Anderson e Linda Wise del Roy Hart Theatre.
Ha collaborato a Firenze con il Teatro di Rifredi, con la Compagnia Laboratorio Nove, con il “Teatro di Piazza o d'Occasione” di Prato; a Carrara con la Compagnia “Teatro di Castalia”; a Siena con la Compagnia “Corps Rompu”; a Pontedera con il Centro per la Ricerca e la Sperimentazione Teatrale. Ha lavorato inoltre con la Compagnia Carla Fracci, con il Teatro Stabile di Torino e il Teatro Comunale di Firenze. Ha partecipato a numerose edizioni dei Festival di Volterra e Montalcino, e dei Festival Intercity, Lunatica, e Costante Cambiamento.
Nel 2006 è stato protagonista dello spettacolo “Il lettore a ore”, prodotto dal Teatro Metastasio di Prato, drammaturgia e regia di Josè Sanchez Sinisterra.
Gli spettacoli sui poemi omerici e sul poema virgiliano, che costituiscono la Trilogia “Il Canto e la Memoria”, sono stati ospiti del Festival Internazionale MITE di Lisbona e successivamente del Teatro Nazionale di Lisbona per un intero mese di repliche.

## Teatrografia anni '80
- 1980 Recitazione del caso di Pietro Pagolo Boscoli e Agostino Capponi" di Luca della Robbia, con Remo Girone.
- Ciclo "Il parlato nella letteratura contemporanea": lettura di dialoghi dal romanzo "Dietro la porta" di Giorgio Bassani. Nel ruolo del protagonista. Regia di Alberto Rosselli. Per la stessa rassegna: "Cronaca familiare" di Vasco Pratolini. Nel ruolo di Ferruccio. Regia Alberto Rosselli.
- 1981 Rassegna "Il parlato nella letteratura contemporanea": lettura di dialoghi dal romanzo "Conversazione in Sicilia" di Elio Vittorini. Nel ruolo del protagonista Silvestro. Regia A. Rosselli.
- "Vita Nova" di Dante Alighieri, con Roberto Herlitzka, regia Orazio Costa.
- Fonda con il regista Alberto Rosselli la cooperativa "Teatro Se", il cui primo allestimento è "Il Pellicano" di August Strindberg, in cui ha il ruolo di Fredrik. Regia Alberto Rosselli.
- 1982 Ripresa de "Il pellicano" di August Strindberg, in cui ha il ruolo di Fredrik. Regia Alberto Rosselli. Teatro Niccolini (Firenze), Teatro Centrale (Roma), Teatro di Porta Romana (Milano), Teatro degli Industri (Grosseto) e altre piazze in Italia.
- 1983 Rimini: Concerto di poesie su testi di Jacopone, Dante, Dylan Thomas, con Massimo Foschi e Anna Miserocchi. Regia Orazio Costa.
- 1985 Orfeo dalla dolce lira": spettacolo di piazza per due cantastorie, con la compagnia "Il baule" di Latina, regia di Domenico de Martino.
- "Notti e illuminazioni": brani da "I promessi sposi". Nel ruolo di Renzo. Con Massimo Foschi, regia Orazio Costa. Rappresentato a Firenze, Cagliari, Sassari.
- 1986 Letture dantesche del ciclo "Dante alla Badia" organizzato dal Centro di Avviamento all'Espressione di Firenze e dal Comune di Firenze - Badia Fiorentina.
- Firenze Capitale Europea della Cultura: "La beffa del grasso legnaiolo" da A. Manetti, con Carlo Monni e Roberto Herlitzka. Regia Orazio Costa.
- Firenze - Convegno Mondiale dei Poeti: "La favola di Orfeo" di Angelo Poliziano. Nel ruolo di Orfeo. Regia Enrico di Marco.
- Festival di Marlia: "Mozart e l'esprit di Arlecchino", nel ruolo di Mozart. Con Ferruccio Soleri e Carla Fracci. Regia Beppe Menegatti.
- 1987 Teatro Comunale di Firenze: attore protagonista nello spettacolo di Canti Carnascialeschi del '500 "Festoso è il Carnovale" dell'insieme vocale "L'Homme Armé‚" diretto da Fabio Lombardo. Regia Angelo Savelli.
- Coprotagonista con Paola Borboni dello spettacolo "Sogno Romantico" di Domenico De Martino. Con Carla Fracci. Regia Beppe Menegatti. Al Teatro Nuovo di Milano.
- 1988 Ripresa e tournée dello spettacolo "Sogno Romantico", in cui è co-protagonista con Paola Borboni. Con Carla Fracci. Regia Beppe Menegatti.
- 1999 In occasione del Rosenkavalier rappresentato nell'ambito del Maggio Musicale Fiorentino: lettura del libretto di Hoffmansthal - teatro del Consolato francese. Nel ruolo del protagonista Ottaviano.
- Teatro Comunale di Firenze: prende parte come attore all'operina "Il gioco del barone" di Valentino Bucchi. Regia Stefano Vizioli.
- Teatro Fabbricone di Prato: "Momo", spettacolo della Compagnia "Teatro di Piazza o d'Occasione" (Prato). Nel ruolo di Gigi. Spettacolo portato ai Festival Internazionali di Lugano e di Torino.

## Teatrografia anni '90
- 1990 L'histoire du soldat": spettacolo con Franco Di Francescantonio e Maria Grazia Nicosia. Regia Massimo Masini. Nel ruolo del soldato.
- Teatro Santa Caterina di Prato: "Stanze" spettacolo della Compagnia Teatro di Piazza o d'Occasione.
- Assistente alla regia di Ugo Chiti nello spettacolo "Il Mago Houdini" con Bustric, prodotto dal Teatro Metastasio di Prato.
- Ripresa dello spettacolo "Momo", della Compagnia "Teatro di Piazza o d'Occasione".
- 1991 Spettacolo di danza "Ogni riferimento a cosa o persona è puramente casuale" della Compagnia Teatro e Danza Città di Thiene (VI). Coreografia di Lucy Briaschi.
- È interprete, assieme a Roberta Voltolina, della pièce vincitrice al concorso "Contemporanea...mente" per giovani coreografi di danza contemporanea.
- Interpreta il ruolo di Claudio nello spettacolo "Claudio e Dianora" ottenuto dalla fusione dei due testi di Hugo von Hoffmansthal "Il folle e la morte" e "La donna alla finestra". Regia Andrea Dondi. Teatro Nuovo Pezzani di Parma.
- Coprotagonista con Franco Di Francescantonio nello spettacolo "Amato Mostro", regia Angelo Savelli, dal romanzo omonimo di Javier Tomeo, prodotto dal Teatro di Rifredi di Firenze.
- 1992 Per "Intercity-Montreal" prende parte a due Mise en lecture su testi di autori canadesi per la regia, rispettivamente, di Riccardo Sottili e Valerio Valoriani.
- È Pulcinella nello spettacolo "Improvvisamente Stravinskij, ovvero la movimentata giornata del signor Pulcinella" prodotto da "I Teatranti" di Novellara. Messa in scena di Andrea Dondi e Roberta Voltolina. Spettacolo portato in tournée nella stagione 91/92.
- 1993 Festival "Intercity-Montreal 2": "Frammenti di una lettera d'addio letta dai geologi", di Normand Chaurette. Regia della canadese Paula De Vasconcelos. Teatro Niccolini di Firenze. Nell'ambito dello stesso Festival: Mise en lecture di un altro testo di Normand Chaurette: "Provincetown Playhouse, luglio 1919, avevo 19 anni". A cura di Valerio Valoriani.
- Centro per la Sperimentazione e la Ricerca Teatrale di Pontedera: "Il processo" di Kafka, tratto dalla sceneggiatura di Orson Welles. Regia di François Kahn. Nel ruolo di Titorelli.
- 1994 Teatro Fabbricone di Prato: "Il grande Oz", spettacolo del Teatro di Piazza o d'Occasione, regia di Edoardo Donatini, nel ruolo dell'Omino di Latta.
- Montepulciano: Celebrazioni per il 5º centenario della morte di Angelo Poliziano: "Le stanze per la Giostra" di Angelo Poliziano, regia Massimo Masini.
- Festival "Intercity-Madrid" di Firenze: doppio ruolo in "Carezze" di Sergi Belbel, regia Barbara Nativi.
- Festival di Volterra: "Galileiana", spettacolo prodotto dal Centro per la Sperimentazione e la Ricerca Teatrale di Pontedera, regia di Paola Teresa Bea. Lo spettacolo viene presentato anche al Festival "Segni Barocchi" di Foligno.
- Partecipa come solista alla registrazione del CD delle musiche di scena di Marco Baraldi per il Laboratorio Nove, prodotto da Materiali Sonori.
- Festival di Montalcino: presentazione dello studio sullo spettacolo "Dracula", prodotto dalla Compagnia Laboratorio Nove di Firenze, regia di Barbara Nativi. Nel ruolo di Johnathan Harker.
- 1995 Repliche dello spettacolo per bambini "Seconda a destra e dritto fino a mattino", di cui è interprete e regista, nelle zone di Massa, Carrara e La Spezia.
- Festival Asti Teatro: "Dracula", con la Compagnia Laboratorio Nove, regia Barbara Nativi, prodotto da Laboratorio Nove, Asti Teatro e CRT di Milano. Nel ruolo di Johnathan Harker.
- "Polo Sud" di Manfred Karge, regia di Michele De Vita Conti, prodotto dall'Associazione “Castalia Teatro” di Massa Carrara.
- Ripresa del "Progetto Galileiana" con il titolo "Credito al cuore", a Pontedera e al Teatro Verdi di Milano. Prodotto dal Centro per la Sperimentazione e la Ricerca Teatrale di Pontedera, regia di Paola Teresa Bea.
- 1996 Rassegna teatrale "Lunatica": ripresa dello spettacolo "Giulietta e Romeo" della Compagnia Teatro di Castalia. Regia Andrea Battistini. Nel ruolo di Mercuzio.
- Festival di Volterra: "Studi per le Idi di Marzo", presentazione di uno studio sui personaggi di Bruto e Cassio, a partire dal Giulio Cesare di W. Shakespeare. Regia di Paola Teresa Bea.
- Parma: rassegna "Estri armonici" prodotta dal Comune di Parma e dalla Cooperativa Edison: "Nocturnal", Teatro Cinghio di Parma, in qualità di danzatore e attore. Coreografia e messa in scena di Roberta Voltolina.
- Ripresa di "Credito al cuore", regia Paola Teresa Bea, produzione CSRT di Pontedera. Teatro Studio di Scandicci e CSRT di Pontedera.
- Ripresa di "Dracula", regia Barbara Nativi, Teatro della Limonaia di Sesto Fiorentino.
- Teatro degli Animosi di Carrara: è Mercuzio nello spettacolo "Giulietta e Romeo", libera riduzione e adattamento da "Romeo e Giulietta" di W. Shakespeare, regia di Andrea Battistini. Co-produzione Teatro di Castalia - Teatro Animosi.
- 1997 Insegna nei corsi della Associazione Teatro di Castalia.
- Assistente alla regia di Battistini nell'operina "Il piccolo spazzacamino" di Benjamin Britten - Teatro Guglielmi di Massa.
- Assistente alla regia di Andrea Battistini nell'opera "Dammi la luna", musica di Piero Zangelmi
- Rassegna teatrale "Lunatica": "Ascensione per il patibolo", tratto da una novella di Anna Seghers. Regia di Andrea Battistini.
- Ripresa dello spettacolo "Giulietta e Romeo".
- 1998 Co-protagonista, insieme a Franco Di Francescantonio, della mise en espace del testo "Libera me" del drammaturgo israeliano Yehoshua Sobol. A cura di Alberto Rosselli - Teatro della Pergola di Firenze. Prodotto dal Festival Costante Cambiamento.
- Teatro Stabile di Torino: mise en espace de "Il Gattopardo" - Teatro Carignano, a cura di Andrea Battistini. In qualità di assistente alla regia e di lettore.
- Recital di poesie di autori spagnoli nell'ambito di festival dedicati alla Spagna.
- Nel ruolo di Penteo nello spettacolo "Baccanti" di Wole Soyinka. Regia Andrea Battistini. Coreografie di Michela Lucenti.
- Ripresa dello spettacolo "Giulietta e Romeo" della Compagnia Teatro di Castalia. Regia Andrea Battistini. Nel ruolo di Mercuzio.
- 1999 "Il maestro e Margherita”. Prodotto dalla Compagnia Teatro di Castalia, dal Teatro Comunale di Ferrara e dal Teatro Studio di Chisinau (Moldavia). Regia Andrea Battistini. Nel ruolo di Woland-Satana. Vi lavora anche come assistente alla regia.
- Regista e interprete, assieme alla ballerina Oxana Kichenko, dello spettacolo per bambini “Schiaccianoci”.
- Spettacolo “Fra due o trecento anni”, da testi di Anton Čechov, regia di Riccardo Sottili, con la Compagnia Occupazioni Farsesche, Teatro di Barberino del Mugello e al Festival di Montalcino.
- Voce recitante nella Mise en espace dell'opera per narratore e musica elettronica "Le luci". Testo di Renzo Franzini, musica di Giorgio Tosi.
- Teatro Franco Parenti di Milano: nel ruolo di Cadmo in "Baccanti" di Euripide, con la compagnia Corps Rompu diretta da Maria Claudia Massari.
- Teatro dei Rinnovati di Siena: nei ruoli di Taltibio e di Menelao in "Troiane" di Euripide. Regia Maria Claudia Massari.
- Ripresa di “Baccanti” e “Troiane” - Teatro Greco di Siracusa.

## Teatrografia dal 2000 in poi
- 2000 Estate Fiorentina: cura e interpreta, come attore solista, la mise en espace del poemetto di Derek Walcott “La Goletta Flight”, insieme al violoncellista Damiano Puliti.
- Ripresa della Mise en espace “Libera me” con Franco Di Francescantonio. A cura di Alberto Rosselli.
- Nel ruolo di Eumelo nello spettacolo “Cassandra”, da Christa Wolf, prodotto dal Teatro Stabile di Torino, regia di Andrea Battistini. È anche assistente alla regia.
- 2001 Interpreta il ruolo di Pastore nello spettacolo "Il Vangelo secondo Gesù Cristo" tratto dall'omonimo romanzo di Josè Saramago, prodotto dalla Compagnia Occupazioni Farsesche - regia di Riccardo Sottili.
- Ripresa e tournée dello spettacolo “Il Maestro e Margherita”. Regia Andrea Battistini. Nel ruolo di Woland-Satana.
- Nell'ambito del Festival Costante Cambiamento di Firenze, cura e interpreta come solista la mise en espace “...della vostra assenza” ispirata a “L'homme Atlantique” di Marguerite Duras, insieme al violoncellista Damiano Puliti.
- Cura e interpreta come attore solista lo spettacolo “Iliade”, "Odissea" e "Eneide", per la trilogia “Il Canto e la Memoria”, con decine di repliche.
- 2002 Ripresa italiana dello spettacolo "Il Vangelo secondo Gesù Cristo", dall'omonimo romanzo di Josè Saramago, prodotto dalla Compagnia Occupazioni Farsesche, regia di Riccardo Sottili.
- Progetto "Ribelli", prodotto dall'Associazione "Toscana dei Teatri": con la Compagnia Occupazioni Farsesche, spettacolo "Votate Lucifero", regia Riccardo Sottili, testo di Ubaldo Soddu.
- Festival di Teatro di San Pietroburgo (Russia): presente con i due spettacoli della Compagnia Occupazioni Farsesche, "Il Vangelo secondo Gesù Cristo" e "Votate Lucifero".
- Cura e interpreta come attore solista lo spettacolo "Odissea", secondo atto della trilogia “Il Canto e la Memoria”
- Ripresa e tournée dello spettacolo "Il Maestro e Margherita". Regia Andrea Battistini. Nel ruolo di Woland-Satana.
- 2003 Compagnia Occupazioni Farsesche. Per il ciclo di letture “Giuda, Pilato, Barabba e altre storie: apocrifi d'autore”, cura la Mise en espace di “Pilato”, tratto dal romanzo “Il Maestro e Margherita”. Vi interpreta il ruolo del protagonista - Oratorio di San Niccolò al Ceppo, Firenze.
- Cenacolo di santa Croce a Firenze: cura e interpreta un recital di poesia israeliana e uno di poesia palestinese, organizzati dall'Associazione Nuova Buonarroti.
- Ripresa dello spettacolo “Il Vangelo secondo Gesù Cristo”, regia Riccardo Sottili.
- Compagnia Occupazioni Farsesche: ripresa e sviluppo dello spettacolo “Votate Lucifero”, regia di Riccardo Sottili, testo di Ubaldo Soddu.
- Festival Costante Cambiamento: prende parte allo spettacolo “Sherdi – Occhi trovano parole” a cura di Teresa Zurzolo e cura l'allestimento dello spettacolo di poesie indiane e magrebine “Indiamagreb dell'anima”, in cui è egli stesso fra gli interpreti.
- 2004 Compagnia Occupazioni Farsesche: ripresa dello spettacolo “Votate Lucifero”. Regia Riccardo Sottili. Testo di Ubaldo Soddu.
- 2005 Forum per la pace: lettura-concerto di poesie israeliane e palestinesi, con la musicista Claudia Bombardella.
- Mise en espace della lettura-concerto “I Dialoghi delle Carmelitane”, testo di Bernanos, musiche di Poulenc, con cinque attrici, dieci cantanti e una fisarmonicista.
- 2006 Teatro Nazionale di Lisbona: un mese di repliche della Trilogia “Il Canto e la Memoria”.
- Estate Fiesolana: “Tuo padre sono io”, studio e libero adattamento della seconda parte de “Il Vangelo secondo Gesù Cristo” di José Saramago. Compagnia Occupazioni Farsesche. Regia Riccardo Sottili.
- Festival Internazionale MITE di Lisbona: presenta la Trilogia “Il Canto e la Memoria” in tre serate, e replica “Il lettore a ore” di José Sanchez Sinisterra, prodotto dal Teatro Metastasio di Prato, in cui è protagonista insieme con Maya Sansa.
- Chiesa di Orsanmichele a Firenze: voce recitante nella “Passione secondo Matteo” di Francesco Corteccia, con il coro “L'Homme Armé” diretto da Fabio Lombardo.
- Festival Fabbrica Europa: Prima voce del coro attoriale nell'opera “Laborinthus II” di Luciano Berio. Coro “L'Homme Armé” diretto da Fabio Lombardo.
- Protagonista (nel ruolo del lettore Ismael), insieme a Maya Sansa, dello spettacolo “Il lettore a ore”, testo e regia di Josè Sanchez Sinisterra, prodotto dal Teatro Metastasio di Prato - Teatro Fabbricone.
- 2007 Festival Costante Cambiamento: cura regia e interpretazione della Mise en espace del testo “Cielo grigio arancio” di Jordi Mollà.
- Estate Fiesolana e Compagnia Occupazioni Farsesche: partecipa alla messa in scena del romanzo di Dino Buzzati “Il Deserto dei Tartari” - Teatro Romano di Fiesole.
- “Canti dal Mare Interno”: adattamento, regia e interpretazione di “La Goletta Flight”, poemetto di Derek Walcott. Musiche e violoncello Damiano Puliti - Teatro Comunale di Antella.
- Compagnia Occupazioni Farsesche e Teatro Metastasio di Prato: co-produzione di uno spettacolo basato sulla seconda parte de “Il Vangelo secondo Gesù Cristo” di José Saramago. Regia Riccardo Sottili.
- Ripresa della prima parte de “Il Vangelo secondo Gesù Cristo” di Saramago - Teatro Fabbricone di Prato e Teatro Puccini di Firenze. Regia Riccardo Sottili. Nel ruolo di Pastore.

## Filmografia
- Il folle e la morte, regia di Alberto Rosselli (1985)
- La sesta ora, regia di Federico Nobili (1995)
- Come se fosse niente, regia di Davide Bini e Fabio Bianchi (1999)
- Dietro il sole, regia di Davide Bini e Fabio Bianchi (2000)
- Ivan, cortometraggio, regia di Giacomo Giannecchini (2001)
- Con tutto il corpo, regia di Davide Bini e Fabio Bianchi

## Radio
- 1983 RAI (radio): "Il racconto dei Vangeli" con Roberto Herlitzka, regia Orazio Costa. Presente in tutte le puntate.
- 1981 RAI (radio): "I promessi sposi". Regia di Orazio Costa.

## Riconoscimenti
- Nel 1981 è fra i vincitori del 1º Concorso Nazionale Wanda Capodaglio, per allievi delle scuole di recitazione.

- È vincitore al Festival di Bellaria nel 2000 per lungometraggio in video “Come se fosse niente”.